# Grande Prêmio do Brasil de 1984
Resultados do Grande Prêmio do Brasil de Fórmula 1 realizado em Jacarepaguá em 25 de março de 1984. Primeira etapa do campeonato, foi vencido pelo francês Alain Prost, da McLaren-TAG/Porsche, com Keke Rosberg em segundo pela Williams-Honda e Elio de Angelis em terceiro pela Lotus-Renault. Estreou neste dia o futuro tricampeão mundial, Ayrton Senna.

## Resumo

### Visita ilustre
Antes que os treinos começassem, a Fórmula 1 realizou sua tradicional sessão de testes em Jacarépaguá onde a presença mais ilustre foi a do bicampeão Emerson Fittipaldi, o qual testou o Spirit 101 desenvolvido pelo time britânico, ao lado do italiano Fulvio Ballabio. Insatisfeito com o que presenciou, Fittipaldi descartou seu regresso à categoria-mor do automobilismo: "A minha vontade de voltar a guiar Fórmula 1 é competir. E se eu não tiver chance de competir, de competir bem, não vou voltar. O objetivo da Fórmula 1 é ganhar, e a minha volta como piloto tem de ser para andar entre os principais lá na frente. E se eu não tiver chance de andar entre os principais, não vou voltar, não", disse ele em entrevista à Rede Globo.

### Elio de Angelis na pole
Elio de Angelis conquistou a primeira pole position do ano em seu Lotus-Renault adiante da Ferrari de Michele Alboreto em sua primeira corrida pelo time do cavallino rampante. Derek Warwick, agora correndo pela Renault, foi o terceiro no grid com a McLaren-TAG/Porsche de Alain Prost em quarto, sendo que o francês retornou ao time no qual começou sua carreira após três temporadas com a Renault. Bicampeão do mundo (e ídolo local) Nelson Piquet qualificou-se em sétimo a bordo do Brabham-BMW enquanto Ayrton Senna sairá com seu Toleman-Hart em décimo sétimo lugar. O brasileiro, aliás, foi o melhor no grupo dos estreantes, no qual estavam Martin Brundle, François Hesnault, Stefan Bellof e Philippe Alliot.
Com apenas 220 litros de combustível permitidos, as equipes criaram estratégias para evitar que o combustível evaporasse no calor do Rio de Janeiro: a McLaren cobriu seus carros em folha de alumínio, enquanto outras como Lotus e Renault congelaram seu combustível, sendo que os franceses possuíam um sofisticado (para 1984, claro) sistema de monitoramento eletrônico de combustível e com isso esperava auferir uma vantagem sobre suas rivais. Imposto pela FISA para proibir o reabastecimento vigente em 1983, tal limite suscitou o vaticínio segundo o qual os grandes prêmios seriam, daqui em diante, "corridas de economia de combustível" ao invés de "corridas reais", não obstante o engenhoso "resfriamento" da gasolina que, com uma densidade menor, permite aos bólidos receberem combustível além do previsto no regulamento.

## Classificação

### Treinos oficiais
| Pos.    | N.º | Piloto             | Construtor          | Q1       | Q2       | Grid    |
| ------- | --- | ------------------ | ------------------- | -------- | -------- | ------- |
| 1       | 11  | Elio de Angelis    | Lotus-Renault       | 1:29.625 | 1:28.392 | —       |
| 2       | 27  | Michele Alboreto   | Ferrari             | 1:29.950 | 1:28.898 | + 0.506 |
| 3       | 16  | Derek Warwick      | Renault             | 1:30.945 | 1:29.025 | + 0.633 |
| 4       | 7   | Alain Prost        | McLaren-TAG/Porsche | 1:29.823 | 1:29.330 | + 0.938 |
| 5       | 12  | Nigel Mansell      | Lotus-Renault       | 1:29.364 | 1:30.182 | + 0.972 |
| 6       | 8   | Niki Lauda         | McLaren-TAG/Porsche | 1:29.951 | 1:29.854 | + 1.462 |
| 7       | 1   | Nelson Piquet      | Brabham-BMW         | 1:31.068 | 1:30.149 | + 1.757 |
| 8       | 15  | Patrick Tambay     | Renault             | 1:30.719 | 1:30.554 | + 2.162 |
| 9       | 6   | Keke Rosberg       | Williams-Honda      | 1:31.778 | 1:30.611 | + 2.219 |
| 10      | 28  | René Arnoux        | Ferrari             | 1:30.832 | 1:30.695 | + 2.303 |
| 11      | 22  | Riccardo Patrese   | Alfa Romeo          | 1:30.973 | 1:31.679 | + 2.581 |
| 12      | 23  | Eddie Cheever      | Alfa Romeo          | 1:33.115 | 1:31.282 | + 2.890 |
| 13      | 5   | Jacques Laffite    | Williams-Honda      | 1:32.032 | 1:31.548 | + 3.156 |
| 14      | 26  | Andrea de Cesaris  | Ligier-Renault      | 1:34.622 | 1:32.895 | + 4.503 |
| 15      | 14  | Manfred Winkelhock | ATS-BMW             | 1:35.395 | 1:32.997 | + 4.253 |
| 16      | 2   | Teo Fabi           | Brabham-BMW         | 1:33.951 | 1:33.227 | + 4.835 |
| 17      | 19  | Ayrton Senna       | Toleman-Hart        | 1:36.867 | 1:33.525 | + 5.133 |
| 18      | 20  | Johnny Cecotto     | Toleman-Hart        | 1:35.980 | 1:35.300 | + 6.908 |
| 19      | 3   | Martin Brundle     | Tyrrell-Ford        | 1:36.081 | 1:36.191 | + 7.689 |
| 20      | 25  | François Hesnault  | Ligier-Renault      | 1:36.257 | 1:36.238 | + 7.846 |
| 21      | 18  | Thierry Boutsen    | Arrows-Ford         | 1:36.737 | 1:36.312 | + 7.920 |
| 22      | 24  | Piercarlo Ghinzani | Osella-Alfa Romeo   | 1:40.431 | 1:36.434 | + 8.042 |
| 23      | 4   | Stefan Bellof      | Tyrrell-Ford        | 1:36.957 | 1:36.609 | + 8.217 |
| 24      | 21  | Mauro Baldi        | Spirit-Hart         | 1:36.816 | 1:39.873 | + 8.424 |
| 25      | 17  | Marc Surer         | Arrows-Ford         | 1:37.204 | 1:37.348 | + 8.812 |
| 26      | 9   | Philippe Alliot    | RAM-Hart            | 1:38.124 | 1:37.709 | + 9.317 |
| DNQ     | 10  | Jonathan Palmer    | RAM-Hart            | 1:39.840 | 1:37.919 | + 9.527 |
| Fontes: |     |                    |                     |          |          |         |

### Corrida
| Pos.    | Nº | Piloto             | Construtor          | Voltas   | Tempo/Dif.      | Grid     | Pontos           |          |
| ------- | -- | ------------------ | ------------------- | -------- | --------------- | -------- | ---------------- | -------- |
| 1       | 7  | Alain Prost        | McLaren-TAG/Porsche | 61       | 1:42:34.492     | 2        | 9                |          |
| 2       | 6  | Keke Rosberg       | Williams-Honda      | 61       | + 40.514        | 9        | 6                |          |
| 3       | 11 | Elio de Angelis    | Lotus-Renault       | 61       | + 59.128        | 1        | 4                |          |
| 4       | 23 | Eddie Cheever      | Alfa Romeo          | 60       | + 1 volta       | 12       | 3                |          |
| DSQ     | 3  | Martin Brundle     | Tyrrell-Ford        | 60       | Desclassificado | 18       | [ 7 ] [ nota 2 ] |          |
| 5       | 15 | Patrick Tambay     | Renault             | 59       | + Pane seca     | 8        | 2                |          |
| 6       | 18 | Thierry Boutsen    | Arrows-Ford         | 59       | + 2 voltas      | 20       | 1                |          |
| 7       | 17 | Marc Surer         | Arrows-Ford         | 59       | + 2 voltas      | 24       |                  |          |
| 8       | 10 | Jonathan Palmer    | RAM-Hart            | 58       | + 3 voltas      | 26       |                  |          |
| Ret     | 16 | Derek Warwick      | Renault             | 51       | Suspensão       | 3        |                  |          |
| Ret     | 26 | Andrea de Cesaris  | Ligier-Renault      | 42       | Câmbio          | 14       |                  |          |
| Ret     | 22 | Riccardo Patrese   | Alfa Romeo          | 41       | Câmbio          | 11       |                  |          |
| Ret     | 8  | Niki Lauda         | McLaren-TAG/Porsche | 38       | Pane elétrica   | 6        |                  |          |
| Ret     | 12 | Nigel Mansell      | Lotus-Renault       | 35       | Acidente        | 5        |                  |          |
| Ret     | 1  | Nelson Piquet      | Brabham-BMW         | 32       | Motor           | 7        |                  |          |
| Ret     | 2  | Teo Fabi           | Brabham-BMW         | 32       | Turbo           | 15       |                  |          |
| Ret     | 28 | René Arnoux        | Ferrari             | 30       | Bateria         | 10       |                  |          |
| Ret     | 24 | Piercarlo Ghinzani | Osella-Alfa Romeo   | 28       | Câmbio          | 21       |                  |          |
| Ret     | 25 | François Hesnault  | Ligier-Renault      | 25       | Aquecimento     | 19       |                  |          |
| Ret     | 9  | Philippe Alliot    | RAM-Hart            | 24       | Bateria         | 25       |                  |          |
| Ret     | 20 | Johnny Cecotto     | Toleman-Hart        | 18       | Turbo           | 17       |                  |          |
| Ret     | 5  | Jacques Laffite    | Williams-Honda      | 15       | Pane elétrica   | 13       |                  |          |
| Ret     | 27 | Michele Alboreto   | Ferrari             | 14       | Freios          | 2        |                  |          |
| Ret     | 21 | Mauro Baldi        | Spirit-Hart         | 12       | Distribuidor    | 23       |                  |          |
| DSQ     | 4  | Stefan Bellof      | Tyrrell-Ford        | 11       | Desclassificado | 22       | [ 7 ] [ nota 2 ] |          |
| Ret     | 19 | Ayrton Senna       | Toleman-Hart        | 8        | Turbo           | 16       |                  |          |
| EXC     | 14 | Manfred Winkelhock | ATS-BMW             | Excluído | Excluído        | Excluído | Excluído         | Excluído |
| Fontes: |    |                    |                     |          |                 |          |                  |          |

## Tabela do campeonato após a corrida
| Pos.    | Piloto          | Pontos |
| ------- | --------------- | ------ |
| 1       | Alain Prost     | 9      |
| 2       | Keke Rosberg    | 6      |
| 3       | Elio de Angelis | 4      |
| 4       | Eddie Cheever   | 3      |
| 5       | Patrick Tambay  | 2      |
| Fontes: |                 |        |

| Pos.    | Construtor          | Pontos |
| ------- | ------------------- | ------ |
| 1       | McLaren-TAG/Porsche | 9      |
| 2       | Williams-Honda      | 6      |
| 3       | Lotus-Renault       | 4      |
| 4       | Alfa Romeo          | 3      |
| 5       | Renault             | 2      |
| Fontes: |                     |        |

- Nota: Somente as primeiras cinco posições estão listadas. Entre 1981 e 1990 cada piloto podia computar onze resultados válidos por temporada não havendo descartes no mundial de construtores.